# Armando Diaz-klass (kryssare)
Armando Diaz-klass var en Italiensk fartygsklass av lätta kryssare, bestående av de två fartygen Armando Diaz och Luigi Cadorna. Fartygen byggdes mellan 1929 och 1930 och sjösattes den 10 oktober 1932. Dimensionerna var 169,3 x 15,5 x 5,5 meter och räckvidden 5185 km. Vikten var 5406 ton och fartygen hade en besättning på 220 personer. Framdrivningen bestod av turbiner kopplade till två propellrar. Maxhastigheten var 36,5 knop. Huvudbeväpningen bestod av 8 x 152 mm kanoner, de hade även upp till 138 minor ombord och en katapult för ett sjöflygplan. Armando Diaz blev sänkt i februari 1941 av den brittiska ubåten HMS Upright, när hon eskorterade fartyg.